# Scotophilus heathii
Scotophilus heathii е вид бозайник от семейство Гладконоси прилепи (Vespertilionidae).

## Разпространение
Видът е разпространен в Афганистан, Бангладеш, Виетнам, Индия, Индонезия, Камбоджа, Китай, Лаос, Мианмар, Непал, Пакистан, Тайланд, Филипини и Шри Ланка.